# MIOX
MIOX (англ. Myo-inositol oxygenase) – білок, який кодується однойменним геном, розташованим у людей на короткому плечі 22-ї хромосоми. Довжина поліпептидного ланцюга білка становить 285 амінокислот, а молекулярна маса — 33 010.
| 10         |  | 20         |  | 30         |  | 40         |  | 50         |
| ---------- |  | ---------- |  | ---------- |  | ---------- |  | ---------- |
| MKVTVGPDPS |  | LVYRPDVDPE |  | VAKDKASFRN |  | YTSGPLLDRV |  | FTTYKLMHTH |
| QTVDFVRSKH |  | AQFGGFSYKK |  | MTVMEAVDLL |  | DGLVDESDPD |  | VDFPNSFHAF |
| QTAEGIRKAH |  | PDKDWFHLVG |  | LLHDLGKVLA |  | LFGEPQWAVV |  | GDTFPVGCRP |
| QASVVFCDST |  | FQDNPDLQDP |  | RYSTELGMYQ |  | PHCGLDRVLM |  | SWGHDEYMYQ |
| VMKFNKFSLP |  | PEAFYMIRFH |  | SFYPWHTGRD |  | YQQLCSQQDL |  | AMLPWVREFN |
| KFDLYTKCPD |  | LPDVDKLRPY |  | YQGLIDKYCP |  | GILSW      |  |            |

A: Аланін

C: Цистеїн

D: Аспарагінова кислота

E: Глутамінова кислота

F: Фенілаланін

G: Гліцин

H: Гістидин

I: Ізолейцин

K: Лізин

L: Лейцин

M: Метіонін

N: Аспарагін

P: Пролін

Q: Глутамін

R: Аргінін

S: Серин

T: Треонін

V: Валін

W: Триптофан

Кодований геном білок за функціями належить до оксидоредуктаз, фосфопротеїнів. 
Задіяний у такому біологічному процесі, як альтернативний сплайсинг. 
Білок має сайт для зв'язування з іонами металів, іоном заліза. 
Локалізований у цитоплазмі.